# Stekene Sportief
Stekene Sportief was een Belgische voetbalclub uit Stekene. De club was bij de KBVB aangesloten met stamnummer 3448 en had wit en geel als kleuren. Stekene Sportief speelde in de provinciale reeksen.

## Geschiedenis
Stekene Sportief werd opgericht in mei 1937 en sloot zich aan bij de Belgische Voetbalbond in 1942. De club ging er van start in de provinciale reeksen, waar het de volgende decennia bleef spelen. In 1977 sloot in Stekene ook een andere voetbalclub zich aan bij de KBVB, VV Straatje Stekene, met stamnummer 8552.
Stekene Sportief speelde aanvankelijk in blauw en geel, in 1948 werd dat gewijzigd naar wit en geel. In 1951 promoveerde de club voor het eerst in zijn geschiedenis naar de hoogste provinciale afdeling. Dat duurde maar één seizoen.
In de jaren negentig kende Stekene Sportief een goede periode en speelde onafgebroken in Tweede Provinciale. In 2000 behaalde men daar de titel en promoveerde de club naar Eerste Provinciale. Het verblijf op het hoogste provinciale niveau duurde maar een seizoen.
In 2001 zakte Stekene Sportief weer naar Tweede Provinciale, en de volgende jaren zakte de club weer snel terug naar Derde en ten slotte naar Vierde Provinciale. Ook extra-sportief had de club problemen. De terreinen aan de Stadionstraat bevonden zich in een woonzone, waar de volgende jaren zou gebouwd worden. De club zou zijn stadion moeten verlaten. In 2008 startten het bestuur en voorzitter Lieven De Cock daarom fusiegesprekken met VV Straatje Stekene, dat ondertussen tot in Tweede Provinciale was opgeklommen. Een groep binnen het bestuur wou echter niet dat het stamnummer zou verdwijnen, waarop Marc De Kimpe tot nieuwe voorzitter werd verkozen, en de fusiegesprekken afsprongen.
In 2009 haalde Stekene Sportief de titel in Vierde Provinciale en promoveerde weer naar Derde Provinciale, waar het de volgende jaren bleef spelen.
In 2013 zou de club definitief het Roggemanstadion moeten verlaten en daarom startte de gemeente Stekene nieuwe fusiegesprekken tussen Stekene Sportief en VV Straatje Stekene. Voorzitter Marc De Kimpe kon zich echter hiermee niet verzoenen en trok met een aantal spelers naar het naburige FC Herleving Sint-Pauwels uit Sint-Pauwels. Die club zou officieus verder spelen als Herleving Sportief Sint-Pauwels onder stamnummer 5049 van Sint-Pauwels. De rest van Stekene Sportief ging wel een samenwerking aan met Straatje Stekene, dat voortaan als Avanti Stekene verder speelde met stamnummer 8552. Stekene Sportief zelf hield zo op te bestaan en vrijgekomen stamnummer werd officieel nog overgekocht door RSC Ophasselt, een vierdeprovincialer uit het zuiden van de provincie, aangesloten met stamnummer 3863. Door die louter theoretische fusie met Stekene Sportief tot RSC Ophasselt Sportief kon die club zo het volgend seizoen in Derde Provinciale aantreden. Stamnummer 3448 van Stekene Sportief werd definitief geschrapt.

## Resultaten
| Seizoen | Klasse | Klasse | Klasse | Klasse | Klasse | Klasse | Klasse | Klasse | Reeks                | Punten | Opmerkingen |
|         | I      | II     | III    | IV     | P.I    | P.II   | P.III  | P.IV   |                      |        | |
| ------- | ------ | ------ | ------ | ------ | ------ | ------ | ------ | ------ | -------------------- | ------ | --- |
| 2004/05 |        |        |        |        |        |        |        | 11     | Vierde prov. O-Vl. E | 30     | |
| 2005/06 |        |        |        |        |        |        |        | 9      | Vierde prov. O-Vl. E | 36     | |
| 2006/07 |        |        |        |        |        |        |        | 3      | Vierde prov. O-Vl. E | 57     | |
| 2007/08 |        |        |        |        |        |        |        | 7      | Vierde prov. O-Vl. E | 45     | |
| 2008/09 |        |        |        |        |        |        |        | 1      | Vierde prov. O-Vl. E | 72     | |
| 2009/10 |        |        |        |        |        |        | 7      |        | Derde prov. O-Vl. E  | 42     | |
| 2010/11 |        |        |        |        |        |        | 2      |        | Derde prov. O-Vl. E  | 66     | Gewonnen in eindronde voor promotie tegen FC Velzeke (2-2, na strafschoppen) om vervolgens te verliezen tegen Eendracht Verrebroek (0-1)                                                                                |
| 2011/12 |        |        |        |        |        |        | 2      |        | Derde prov. O-Vl. E  | 58     | Gewonnen in eindronde voor promotie tegen KME Machelen (1-1, na strafschoppen) om vervolgens opnieuw te winnen tegen KV Cercle Melle (2-1), maar in de laatste ronde te verliezen tegen FC Herleving Sint-Pauwels (0-1) |
| 2012/13 |        |        |        |        |        |        | 7      |        | Derde prov. O-Vl. E  | 43     | |